# Ruxandra Dragomir
Pour les articles homonymes, voir Dragomir.
Ruxandra Dragomir épouse Ilie (née le 24 octobre 1972 à Pitești) est une joueuse de tennis roumaine, professionnelle du début des années 1990 à 2005.
En 1997, elle a atteint les quarts de finale à Roland-Garros (battue par Iva Majoli, future lauréate), sa meilleure performance en simple dans une épreuve du Grand Chelem.
Pendant sa carrière, Ruxandra Dragomir a remporté neuf titres WTA, dont cinq en double dames.

## Palmarès

### Titres en simple dames
| No | Date       | Nom et lieu du tournoi        | Catégorie | Dotation  | Surface      | Finaliste           | Score         |          |
| -- | ---------- | ----------------------------- | --------- | --------- | ------------ | ------------------- | ------------- | -------- |
| 1  | 06/05/1996 | Lotto Open, Budapest          | Tier IV   | 107 500 $ | Terre (ext.) | Melanie Schnell     | 7-6, 6-1      | Parcours |
| 2  | 09/09/1996 | Pupp Czech Open, Karlovy Vary | Tier IV   | 160 000 $ | Terre (ext.) | Patty Schnyder      | 6-2, 3-6, 6-4 | Parcours |
| 3  | 18/11/1996 | Volvo Women’s Open, Pattaya   | Tier IV   | 107 500 $ | Dur (ext.)   | Tamarine Tanasugarn | 7-6, 6-4      | Parcours |
| 4  | 16/06/1997 | Heineken Trophy, Rosmalen     | Tier III  | 164 250 $ | Gazon (ext.) | Miriam Oremans      | 5-7, 6-2, 6-4 | Parcours |

### Finales en simple dames
| No | Date       | Nom et lieu du tournoi                     | Catégorie | Dotation  | Surface      | Vainqueure     | Score         |          |
| -- | ---------- | ------------------------------------------ | --------- | --------- | ------------ | -------------- | ------------- | -------- |
| 1  | 24/07/1995 | Styrian Open, Maria Lankowitz              | Tier IV   | 107 500 $ | Terre (ext.) | Judith Wiesner | 7-6, 6-3      | Parcours |
| 2  | 28/04/1997 | Rexona Cup, Hambourg                       | Tier II   | 450 000 $ | Terre (ext.) | Iva Majoli     | 6-3, 6-2      | Parcours |
| 3  | 05/04/1999 | Bausch & Lomb Championships, Amelia Island | Tier II   | 520 000 $ | Terre (ext.) | Monica Seles   | 6-2, 6-3      | Parcours |
| 4  | 19/06/2000 | Heineken Trophy, Bois-le-Duc               | Tier III  | 170 000 $ | Gazon (ext.) | Martina Hingis | 6-2, 3-0, ab. | Parcours |

### Titres en double dames
| No | Date       | Nom et lieu du tournoi                       | Catégorie | Dotation  | Surface      | Partenaire         | Finalistes                    | Score           |          |
| -- | ---------- | -------------------------------------------- | --------- | --------- | ------------ | ------------------ | ----------------------------- | --------------- | -------- |
| 1  | 04/07/1994 | Torneo Internazionale Palerme                | Tier IV   | 100 000 $ | Terre (ext.) | Laura Garrone      | Alice Canepa Giulia Casoni    | 6-1, 6-0        | Parcours |
| 2  | 15/05/1995 | Rover British Clay Court Champ's Bournemouth | Tier IV   | 107 500 $ | Terre (ext.) | Mariaan de Swardt  | Kerry-Anne Guse Patricia Hy   | 6-3, 7-5        | Parcours |
| 3  | 14/07/1997 | Skoda Czech Open Prague                      | Tier IV   | 160 000 $ | Terre (ext.) | Karina Habšudová   | Eva Martincová Helena Vildová | 6-1, 5-7, 6-2   | Parcours |
| 4  | 21/07/1997 | Warsaw Cup by Heros Varsovie                 | Tier III  | 164 250 $ | Terre (ext.) | Inés Gorrochategui | Meike Babel Catherine Barclay | 6-4, 6-0        | Parcours |
| 5  | 18/06/2001 | Heineken Trophy Bois-le-Duc                  | Tier III  | 170 000 $ | Gazon (ext.) | Nadia Petrova      | Kim Clijsters Miriam Oremans  | 7-65, 6-75, 6-4 | Parcours |

### Finales en double dames
| No | Date       | Nom et lieu du tournoi             | Catégorie | Dotation  | Surface      | Vainqueures                        | Partenaire             | Score          |          |
| -- | ---------- | ---------------------------------- | --------- | --------- | ------------ | ---------------------------------- | ---------------------- | -------------- | -------- |
| 1  | 01/01/1997 | Gold Coast Classic Gold Coast      | Tier III  | 164 250 $ | Dur (ext.)   | Naoko Kijimuta Nana Miyagi         | Silvia Farina          | 7-6, 6-1       | Parcours |
| 2  | 28/04/1997 | Rexona Cup Hambourg                | Tier II   | 450 000 $ | Terre (ext.) | Anke Huber Mary Pierce             | Iva Majoli             | 2-6, 7-6, 6-2  | Parcours |
| 3  | 10/07/2000 | Internazionali Femminili Palerme   | Tier IVb  | 110 000 $ | Terre (ext.) | Silvia Farina Rita Grande          | Virginia Ruano Pascual | 6-4, 0-6, 7-66 | Parcours |
| 4  | 08/01/2001 | ANZ Tasmanian International Hobart | Tier V    | 110 000 $ | Dur (ext.)   | Cara Black Elena Likhovtseva       | Virginia Ruano Pascual | 6-4, 6-1       | Parcours |
| 5  | 16/07/2001 | Sanex Trophy Knokke-Heist          | Tier IV   | 150 000 $ | Terre (ext.) | Virginia Ruano Pascual Magüi Serna | Andreea Vanc           | 6-4, 6-3       | Parcours |

## Parcours en Grand Chelem

### En simple dames
| Année | Open d'Australie | Open d'Australie  | Internationaux de France | Internationaux de France | Wimbledon       | Wimbledon            | US Open         | US Open           |
| ----- | ---------------- | ----------------- | ------------------------ | ------------------------ | --------------- | -------------------- | --------------- | ----------------- |
| 1993  | -                | -                 | 4e tour (1/8)            | Arantxa Sánchez          | 2e tour (1/32)  | Mary Joe Fernández   | 1er tour (1/64) | Laura Golarsa     |
| 1994  | 1er tour (1/64)  | Anna Smashnova    | 4e tour (1/8)            | Petra Ritter             | 2e tour (1/32)  | Barbara Rittner      | 2e tour (1/32)  | Magdalena Maleeva |
| 1995  | 2e tour (1/32)   | Amanda Coetzer    | 4e tour (1/8)            | Virginia Ruano           | 1er tour (1/64) | Miriam Oremans       | 1er tour (1/64) | Monica Seles      |
| 1996  | 2e tour (1/32)   | Nanne Dahlman     | 2e tour (1/32)           | Sabine Appelmans         | 3e tour (1/16)  | Jana Novotná         | 1er tour (1/64) | Conchita Martínez |
| 1997  | 4e tour (1/8)    | Martina Hingis    | 1/4 de finale            | Iva Majoli               | 1er tour (1/64) | Andrea Glass         | 1er tour (1/64) | Lisa Raymond      |
| 1998  | 4e tour (1/8)    | Lindsay Davenport | 3e tour (1/16)           | Magüi Serna              | 1er tour (1/64) | Magdalena Grzybowska | 1er tour (1/64) | Ai Sugiyama       |
| 1999  | 3e tour (1/16)   | Venus Williams    | 4e tour (1/8)            | Martina Hingis           | 2e tour (1/32)  | Inés Gorrochategui   | 2e tour (1/32)  | Lindsay Davenport |
| 2000  | 3e tour (1/16)   | Kristina Brandi   | 4e tour (1/8)            | Martina Hingis           | 1er tour (1/64) | Sabine Appelmans     | 2e tour (1/32)  | Lisa Raymond      |
| 2001  | 3e tour (1/16)   | Barbara Rittner   | 1er tour (1/64)          | Marta Marrero            | 1er tour (1/64) | Tatiana Panova       | -               | -                 |
| 2004  | 1er tour (1/64)  | Lindsay Davenport | -                        | -                        | -               | -                    | -               | -                 |

À droite du résultat, l’ultime adversaire.

### En double dames
| Année | Open d'Australie              | Open d'Australie          | Internationaux de France     | Internationaux de France   | Wimbledon                    | Wimbledon                  | US Open                     | US Open                    |
| ----- | ----------------------------- | ------------------------- | ---------------------------- | -------------------------- | ---------------------------- | -------------------------- | --------------------------- | -------------------------- |
| 1993  | -                             | -                         | -                            | -                          | -                            | -                          | 1er tour (1/32) J. Husárová | Kimiko Date R. Zrubáková   |
| 1994  | 2e tour (1/16) Irina Spîrlea  | Elna Reinach J. Strnadová | 1er tour (1/32) C. Benjamin  | G. Fernández N. Zvereva    | 1er tour (1/32) C. Benjamin  | S. Siddall A. Wainwright   | 1er tour (1/32) Janet Souto | Bryukhovets J. Husárová    |
| 1995  | 1er tour (1/32) Likhovtseva   | Debbie Graham S. Stafford | 1er tour (1/32) M. de Swardt | K. Boogert N. Jagerman     | 1er tour (1/32) Ann Grossman | Radka Bobková M. Koutstaal | 1er tour (1/32) C. Cristea  | C. Martínez P. Tarabini    |
| 1996  | 1er tour (1/32) J. Kruger     | Yayuk Basuki Caroline Vis | 1er tour (1/32) Ann Grossman | Yayuk Basuki Caroline Vis  | 2e tour (1/16) Ann Grossman  | Jana Novotná A. Sánchez    | 2e tour (1/16) T. Jecmenica | G. Fernández N. Zvereva    |
| 1997  | 3e tour (1/8) Silvia Farina   | M. Hingis N. Zvereva      | 3e tour (1/8) Iva Majoli     | Nicole Arendt M. Bollegraf | 1er tour (1/32) Iva Majoli   | S. Appelmans M. Oremans    | 1/4 de finale Iva Majoli    | Nicole Arendt M. Bollegraf |
| 1998  | 3e tour (1/8) Iva Majoli      | L. Davenport N. Zvereva   | 1er tour (1/32) Iva Majoli   | C. Martínez P. Tarabini    | 1er tour (1/32) Iva Majoli   | L. Davenport N. Zvereva    | 3e tour (1/8) Iva Majoli    | Miho Saeki Yuka Yoshida    |
| 1999  | 3e tour (1/8) C. Cristea      | L. Davenport N. Zvereva   | 2e tour (1/16) C. Cristea    | B. Schett P. Schnyder      | 1er tour (1/32) C. Cristea   | E. Martincová C. Torrens   | 2e tour (1/16) C. Cristea   | Julie Halard A. Mauresmo   |
| 2000  | 2e tour (1/16) C. Cristea     | A. Ellwood Rika Hiraki    | 2e tour (1/16) C. Cristea    | Julie Halard Ai Sugiyama   | 2e tour (1/16) C. Cristea    | Lisa Raymond Rennae Stubbs | 1er tour (1/32) C. Cristea  | K. Hrdličková B. Rittner   |
| 2001  | 1er tour (1/32) Silvia Farina | Mary Pierce S. Testud     | 2e tour (1/16) Silvia Farina | Nicole Pratt P. Tarabini   | 1er tour (1/32) Andrea Glass | Jelena Dokić C. Martínez   | -                           | -                          |
| 2003  | -                             | -                         | -                            | -                          | 2e tour (1/16) Andreea Vanc  | Kim Clijsters Ai Sugiyama  | -                           | -                          |
| 2004  | -                             | -                         | 1er tour (1/32) L. Montalvo  | J. Russell M. Santangelo   | -                            | -                          | -                           | -                          |
| 2005  | 2e tour (1/16) Maureen Drake  | S. Asagoe K. Srebotnik    | 1er tour (1/32) D. Chládková | Yan Zi Zheng Jie           | -                            | -                          | -                           | -                          |

Sous le résultat, la partenaire ; à droite, l’ultime équipe adverse.

### En double mixte
| Année | Open d'Australie             | Open d'Australie       | Internationaux de France   | Internationaux de France | Wimbledon                  | Wimbledon               | US Open                      | US Open               |
| ----- | ---------------------------- | ---------------------- | -------------------------- | ------------------------ | -------------------------- | ----------------------- | ---------------------------- | --------------------- |
| 1997  | -                            | -                      | 3e tour (1/8) Leander Paes | B. Schultz Piet Norval   | 1/4 de finale Leander Paes | L. Neiland A. Olhovskiy | 1er tour (1/16) Leander Paes | K. Guse D. Macpherson |
| 1998  | 1er tour (1/16) Lucas Arnold | Melicharová A. Kitinov | -                          | -                        | -                          | -                       | -                            | -                     |

Sous le résultat, le partenaire ; à droite, l’ultime équipe adverse.

## Parcours aux Jeux olympiques

### En simple dames
| # | Date       | Nom de l'olympiade           | Surface    | Résultat        | Ultime adversaire | Score         |          |
| - | ---------- | ---------------------------- | ---------- | --------------- | ----------------- | ------------- | -------- |
| 1 | 23/07/1996 | Olympic Tennis Event Atlanta | Dur (ext.) | 1er tour (1/32) | Jana Novotná      | 6-4, 4-4, ab. | Parcours |
| 2 | 19/09/2000 | Olympic Tennis Event Sydney  | Dur (ext.) | 1er tour (1/32) | Nicole Pratt      | 6-3, 6-3      | Parcours |

### En double dames
| # | Date       | Nom de l'olympiade             | Surface      | Résultat        | Partenaire       | Ultimes adversaires             | Score    |          |
| - | ---------- | ------------------------------ | ------------ | --------------- | ---------------- | ------------------------------- | -------- | -------- |
| 1 | 28/07/1992 | Olympic Tennis Event Barcelone | Terre (ext.) | 1er tour (1/16) | Irina Spîrlea    | Jana Novotná Andrea Strnadová   | 6-1, 6-4 | Parcours |
| 2 | 23/07/1996 | Olympic Tennis Event Atlanta   | Dur (ext.)   | 1er tour (1/16) | Cătălina Cristea | Yayuk Basuki Romana Tedjakusuma | Forfait  | Parcours |

## Parcours en Coupe de la Fédération
| #                                                                              | Date       | Lieu       | Surface                     | Gagnante(s)                        | Perdante(s)                        | Score          |          |
|                                                                                |            |            |                             |                                    |                                    |                |          |
| 1991 - 1er tour qualifications (groupe mondial) - Thaïlande - Roumanie - 1 : 2 |            |            |                             |                                    |                                    |                |          |
| 1                                                                              | 19/07/1991 | Nottingham |                             | Ruxandra Dragomir Irina Spîrlea    | Krisna Summa Tossaporn Summa       | 6-2, 4-6, 6-0  | Parcours |
|                                                                                |            |            |                             |                                    |                                    |                |          |
| 1991 - 2e tour qualifications (groupe mondial) - Cuba - Roumanie - 0 : 3       |            |            |                             |                                    |                                    |                |          |
| 2                                                                              | 21/07/1991 | Nottingham |                             | Ruxandra Dragomir                  | Belkis Rodriguez                   | 6-1, 6-4       | Parcours |
|                                                                                |            |            |                             |                                    |                                    |                |          |
| 1991 - 1er tour (groupe mondial) - Finlande - Roumanie - 3 : 0                 |            |            |                             |                                    |                                    |                |          |
| 3                                                                              | 22/07/1991 | Nottingham |                             | Nanne Dahlman                      | Ruxandra Dragomir                  | 6-0, 6-4       | Parcours |
| 3                                                                              | 22/07/1991 | Nottingham | Anne Aallonen Nanne Dahlman | Ruxandra Dragomir Irina Spîrlea    | 4-6, 6-2, 6-2                      |                | Parcours |
|                                                                                |            |            |                             |                                    |                                    |                |          |
| 1991 - Barrage (groupe mondial I) - Portugal - Roumanie - 0 : 2                |            |            |                             |                                    |                                    |                |          |
| 4                                                                              | 24/07/1991 | Nottingham |                             | Ruxandra Dragomir                  | Tania Couto                        | 6-1, 6-0       | Parcours |
|                                                                                |            |            |                             |                                    |                                    |                |          |
| 1992 - 1er tour (groupe mondial) - Autriche - Roumanie - 2 : 1                 |            |            |                             |                                    |                                    |                |          |
| 5                                                                              | 14/07/1992 | Francfort  | Terre (ext.)                | Ruxandra Dragomir                  | Petra Ritter                       | 6-4, 6-1       | Parcours |
| 5                                                                              | 14/07/1992 | Francfort  | Terre (ext.)                | Petra Ritter Judith Wiesner        | Ruxandra Dragomir Irina Spîrlea    | 7-5, 6-3       | Parcours |
|                                                                                |            |            |                             |                                    |                                    |                |          |
| 1992 - Barrage (groupe mondial I) - Bulgarie - Roumanie - 2 : 1                |            |            |                             |                                    |                                    |                |          |
| 6                                                                              | 16/07/1992 | Francfort  | Terre (ext.)                | Magdalena Maleeva                  | Ruxandra Dragomir                  | 6-0, 6-1       | Parcours |
| 6                                                                              | 16/07/1992 | Francfort  | Terre (ext.)                | Ruxandra Dragomir Irina Spîrlea    | Magdalena Maleeva Elena Pampoulova | 7-65, 6-2      | Parcours |
|                                                                                |            |            |                             |                                    |                                    |                |          |
| 1999 - Barrage (groupe mondial II) - Roumanie - Taïwan - 3 : 0                 |            |            |                             |                                    |                                    |                |          |
| 7                                                                              | 21/07/1999 | Amsterdam  | Dur (ext.)                  | Ruxandra Dragomir                  | Wang Shi-Ting                      | 6-74, 6-2, 6-2 | Parcours |
| 7                                                                              | 21/07/1999 | Amsterdam  | Dur (ext.)                  | Cătălina Cristea Ruxandra Dragomir | Hsu Hsueh-Li Wang Shi-Ting         | 6-2, 6-4       | Parcours |
|                                                                                |            |            |                             |                                    |                                    |                |          |
| 1999 - Barrage (groupe mondial II) - Argentine - Roumanie - 2 : 1              |            |            |                             |                                    |                                    |                |          |
| 8                                                                              | 22/07/1999 | Amsterdam  | Dur (ext.)                  | Ruxandra Dragomir                  | Paola Suárez                       | 6-1, 5-7, 6-2  | Parcours |
| 8                                                                              | 22/07/1999 | Amsterdam  | Dur (ext.)                  | Laura Montalvo Paola Suárez        | Cătălina Cristea Ruxandra Dragomir | 6-4, 7-5       | Parcours |
|                                                                                |            |            |                             |                                    |                                    |                |          |
| 1999 - Barrage (groupe mondial II) - Australie - Roumanie - 2 : 1              |            |            |                             |                                    |                                    |                |          |
| 9                                                                              | 23/07/1999 | Amsterdam  | Dur (ext.)                  | Ruxandra Dragomir                  | Jelena Dokić                       | 6-3, 7-5       | Parcours |
| 9                                                                              | 23/07/1999 | Amsterdam  | Dur (ext.)                  | Catherine Barclay Alicia Molik     | Cătălina Cristea Ruxandra Dragomir | 7-5, 4-6, 8-6  | Parcours |

## Classements WTA en fin de saison

### En simple
| Année | 1990 | 1991 | 1992 | 1993 | 1994 | 1995 | 1996 | 1997 | 1998 | 1999 | 2000 | 2001 | 2002 | 2003 | 2004 | 2005 |
| Rang  | 291  | 322  | 140  | 74   | 82   | 54   | 25   | 19   | 38   | 20   | 45   | 129  | -    | -    | 259  | 702  |

Source : (en) « Classements de Ruxandra Dragomir », sur le site officiel du WTA Tour

### En double
| Année | 1990 | 1991 | 1992 | 1993 | 1994 | 1995 | 1996 | 1997 | 1998 | 1999 | 2000 | 2001 | 2002 | 2003 | 2004 | 2005 |
| Rang  | 282  | 282  | 155  | 99   | 98   | 74   | 67   | 21   | 58   | 50   | 41   | 66   | -    | 260  | 118  | 114  |

Source : (en) « Classements de Ruxandra Dragomir », sur le site officiel du WTA Tour